# Griesen
Griesen è una frazione della città tedesca di Oranienbaum-Wörlitz.